# 奈良県交通安全協会
一般財団法人奈良県交通安全協会（ならけんこうつうあんぜんきょうかい）は、奈良県内の地区交通安全協会を統括する交通安全協会。元奈良県知事所管。本部は奈良県橿原市葛本町159にある。

## 概要
奈良県内の地区交通安全協会を統括する交通安全協会で、奈良県内での季節単位で開催する交通安全運動をはじめ、自動車・自動二輪車の運転免許更新の伝達・更新事務、申請書や収入証紙の委託販売業務、自転車などに貼る反射シールや車輪のスポークに貼る反射材などの交通安全グッズの頒布、交通安全功労者の表彰及び国や全国法人への表彰推薦などを事業としている。
また、運転技能向上のために直営の橿原中央自動車学校（旧安協自動車学校）を運営している。

## 地区
- 奈良支部協会
- 奈良西支部協会
- 生駒支部協会
- 郡山支部協会
- 西和支部協会
- 天理支部協会
- 桜井支部協会
- 宇陀支部協会
- 田原本支部協会
- 橿原支部協会
- 高田支部協会
- 香芝支部協会
- 五條支部協会
- 中吉野支部協会
- 吉野支部協会